# Pauline Delpech

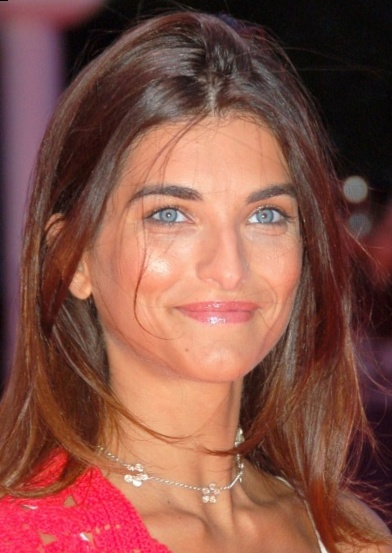
Pauline Delpech (2008).

Pauline Delpech (geboren in 1981 als Pauline Bidegarray) is een Franse romanschrijfster en televisiecomédienne.
Pauline is een kind uit een vorige relatie van kunstschilderes Geneviève Garnier-Fabre, die in 1985 hertrouwde met zanger, acteur en romanschrijver Michel Delpech. Michel erkent Pauline als zijn dochter. Zij noemt zich daarom Pauline Delpech. Kort na het huwelijk wordt Emmanuel geboren, haar halfbroer.
Pauline heeft een halfzus Garance en een halfbroer Barthélémy. Zij zijn kinderen uit Michels vorige huwelijk met Chantal Simon. Na de scheiding in 1975 werden zij aan hun moeder toegewezen.
In de puberteit lijdt Pauline aan anorexia nervosa; als zij nog maar 29 kilo weegt wordt ze in een kliniek opgenomen. Onder therapie besluit Pauline de "stemmen in haar hoofd" tot zwijgen te brengen door ze als persoonlijkheid Detective Barnabé in boekvorm te gaan beschrijven.
Vanaf 2003 ontpopt ze zich tot televisiecomédienne en speelt mee in diverse televisiefilms en -series.

## Voetnoten
1. ↑  De twee detectiveromans die hieruit voorspruiten zijn: 
* Sous la neige noire (2007, ISBN 978-2-2531-2294-4)
* Et je brûlerai ton coeur de pierre (2008, ISBN 978-2-7499-0797-0)

- Bibliothèque nationale de France: cb155284961 (data)
- International Standard Name Identifier: 0000 0000 0477 8056
- Library of Congress Control Number: no2016023142
- Nederlandse Thesaurus van Auteursnamen: 326101330
- Système universitaire de documentation: 116287926
- Virtual International Authority File: 19989909
- WorldCat: E39PBJfmjm7p68Gmjy7B6RfQbd